# Mikeszásza község
Mikeszásza község (románul: Comuna Micăsasa) község Szeben megyében, Romániában. Központja Mikeszásza, beosztott falvai Csicsóholdvilág, Keszlér és Huruba.

## Népessége
1850-től a népesség alábbiak szerint alakult:
| Lakosok száma | 2868 | 3179 | 3622 | 3654 | 3915 | 3589 | 2559 | 2426 | 2058 | 1698 |
|               | 1850 | 1880 | 1900 | 1920 | 1941 | 1977 | 1992 | 2002 | 2011 | 2021 |

A 2011-es népszámlálás adatai alapján a község népessége 2058 fő volt, melynek 89,7%-a román, 4,57%-a magyar és 1,51%-a roma. Vallási hovatartozás szempontjából a lakosság 82,56%-a ortodox, 6,2%-a görög rítusú római katolikus, 2,48%-a református, 2,04%-a a Keresztyén Testvérgyülekezet tagja és 1,46%-a római katolikus.

## Nevezetességei
A község területéről az alábbi épületek szerepelnek a romániai műemlékek jegyzékében:
- a csicsóholdvilági erődtemplom (LMI-kódja SB-II-a-A-12575)
- a mikeszászai Brukenthal-kastély (SB-II-m-A-12462)
- a mikeszászai római katolikus és református templom (SB-II-m-B-12461)
- a mikeszászai Mărgineanu-ház (SB-II-m-B-12460)

## Híres emberek
- Csicsóholdvilágon született Ilie Datcu(wd) (1937) labdarúgókapus[7]
- Mikeszászán született Asztalos István (1909–1960) író.